# Cadencia andaluza

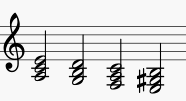
Ejemplo clásico en mi frigio con octavas y quintas paralelas.

La cadencia andaluza o cadencia frigia es, en la teoría de la música, una progresión armónica comprendida por cuatro acordes, común en la música flamenca. Aunque data del Renacimiento, su popularidad a lo largo de los siglos la ha convertido en una de las sonoridades más efectivas de la música occidental.
A pesar de su nombre, raramente es usada como cadencia. Más frecuentemente, las cadencias andaluzas son empleadas como estructura de ostinato. Un ejemplo de este tipo de estructura se da en la célebre chacona de la Partita para violín solo n.º 2, BWV 1004 de Johann Sebastian Bach. También es muy empleada en flamenco, tanto como ostinato como cadencialmente. Es muy usuada también para las nanas andaluzas, utilizándola un 27,4% del total de nanas inventariadas por el Centro de Documentación Musical de Andalucía. La cadencia andaluza no sólo se presenta en su estado puro, sino también hay gran cantidad de ejemplos con la cadencia parcialmente cambiada o extendida.
Los grados que componen la cadencia son I - VII - VI - V7 de la escala menor natural (modo eólico), exceptuando el V7, del que la escala-acorde correspondiente sería la escala menor armónica.